# Slovenië op de Olympische Zomerspelen 2000
Slovenië nam deel aan de Olympische Zomerspelen 2000 in Sydney, Australië. De voormalige Joegoslavische republiek eindigde op de 35ste plaats in het medailleklassement dankzij twee gouden medailles.

## Medailleoverzicht
| Sport       | Olympiër            | Onderdeel                  | Medaille |
| ----------- | ------------------- | -------------------------- | -------- |
| Roeien      | Iztok Čop Luka Špik | dubbel-twee (m)            | Goud     |
| Schietsport | Rajmond Debevec     | 50m geweer 3 houdingen (m) | Goud     |

## Deelnemers en resultaten

### Atletiek
| Olympiër                                                                | Discipline             | Resultaat | Prestatie                                                                               |
| ----------------------------------------------------------------------- | ---------------------- | --------- | --------------------------------------------------------------------------------------- |
| Matija Šestak                                                           | 400m (m)               | 34e       | serie 9: 4de in 45,95                                                                   |
| Urban Acman Boštjan Fridrih Matic Osovnikar Matic Šušteršič             | 4x100m (m)             | DSQ       | serie 2: 5de in 39,25 (NR) halve finale 2: gediskwalificeerd                            |
| Boštjan Horvat Sergej Šalamon Matija Šestak Jože Vrtačič                | 4x400m (m)             | 29e       | serie 1: 7de in 3.10,07                                                                 |
| Roman Kejžar                                                            | marathon (m)           | 62e       | 2:26.18                                                                                 |
| Gregor Cankar                                                           | verspringen (m)        | 15e       | kwalificatie groep A: 6de met 7,98m                                                     |
| Primož Kozmus                                                           | kogelslingeren (m)     | 38e       | kwalificatie groep B: 20ste met 68,83m                                                  |
|                                                                         |                        |           |                                                                                         |
| Alenka Bikar                                                            | 200m (v)               | 17e       | serie 1: 6de in 23,26 kwartfinale 2: 5de in 23,01                                       |
| Brigita Langerholc                                                      | 400m (v)               | DNS       | serie 8: niet gestart                                                                   |
| Brigita Langerholc                                                      | 800m (v)               | 4e        | serie 2: 2de in 2.01,89 halve finale 2: 2de in 1.59,09 (NR) finale: 4de in 1.58,51 (NR) |
| Helena Javornik                                                         | 1500m (v)              | 34e       | serie 3: 12de in 4.18,18                                                                |
| Helena Javornik                                                         | 5000m (v)              | 40e       | serie 1: 13de in 16.09,60                                                               |
| Meta Macus Brigita Langerholc Jolanda Steblovnik-Ceplak Saša Prokofijev | 4x400m (v)             | 17e       | serie 3: 7de in 3.35,00 (NR)                                                            |
| Anja Valant                                                             | hink-stap-springen (m) | 9e        | kwalificatie groep B: 3de met 14,36m finale: 9de met 13,59m                             |
| Evfemija Štorga                                                         | speerwerpen (m)        | 27e       | kwalificatie groep A: 12de met 54,94m                                                   |

### Badminton
| Olympiër   | Discipline    | Resultaat | Prestatie                                                    |
| ---------- | ------------- | --------- | ------------------------------------------------------------ |
| Maja Pohar | enkelspel (v) | 17e       | 1ste ronde: vrij 2de ronde: V van GBR Mann: 0-2 (4-11, 7-11) |

### Boogschieten
| Olympiër          | Discipline      | Resultaat | Prestatie                                                                    |
| ----------------- | --------------- | --------- | ---------------------------------------------------------------------------- |
| Peter Koprivnikar | individueel (m) | 53e       | plaatsingsronde: 34ste met 624 punten 1ste ronde: V van USA Johnson: 151-164 |

### Gymnastiek
| Olympiër        | Discipline               | Resultaat | Prestatie |
| --------------- | ------------------------ | --------- | --- |
| Mitja Petkovšek | brug (m)                 | 75e       | kwalificatie: 75ste met 8,687 punten |
|                 |                          |           | |
| Mojca Mavrič    | individuele meerkamp (v) | 75e       | kwalificatie: 62ste balk: 74ste met 8,525 punten brug: 80ste met 8,212 punten sprong: 79ste met 8,512 punten vloer: 64ste met 8,825 punten totaal: 34,074 punten |

### Handbal
| Olympiër | Discipline | Resultaat | Prestatie |
| --- | ---------- | --------- | --- |
| Tettey-Sowah Banfro Branko Bedekovič Gregor Cvijič Zoran Jovičič Andrej Kastelic Beno Lapajne Jani Likaveč Zoran Lubej Aleš Pajovič Iztok Puc Roman Pungartnik Rolando Pušnik Uroš Šerbec Tomaž Tomšič Renato Vugrinec | mannen     | 8e        | groep B: 4de G van Frankrijk: 24-24 V van Zweden: 30-32 W van Australië: 33-20 V van Spanje: 28-31 W van Tunesië: 22-20 kwartfinale: V van Rusland: 22-33 5-8ste plek: V van Frankrijk: 27-29 7-8ste plek: V van Egypte: 28-34 |

| Groep B |           |             |             |             |             |            |            |            |        |
| #       | Land      | Wedstrijden | Wedstrijden | Wedstrijden | Wedstrijden | Doelpunten | Doelpunten | Doelpunten | Punten |
| #       | Land      | G           | W           | G           | V           | V          | T          | Saldo      | Punten |
| 1       | Zweden    | 5           | 5           | 0           | 0           | 155        | 121        | +34        | 10     |
| 2       | Frankrijk | 5           | 3           | 1           | 1           | 120        | 104        | +16        | 7      |
| 3       | Spanje    | 5           | 3           | 0           | 2           | 144        | 126        | +18        | 6      |
| 4       | Slovenië  | 5           | 2           | 1           | 2           | 137        | 127        | +10        | 5      |
| 5       | Tunesië   | 5           | 0           | 1           | 4           | 111        | 117        | -6         | 2      |
| 6       | Australië | 5           | 0           | 0           | 5           | 106        | 178        | -72        | 0      |

| Ronde        | Datum  | Plaats    | Land  | Score     | Land |
| ------------ | ------ | --------- | ----- | --------- | ---- |
| Groepsfase   |        |           |       |           |      |
| 16 september | Sydney | Frankrijk | 24-24 | Slovenië  |      |
| 18 september | Sydney | Slovenië  | 30-32 | Zweden    |      |
| 20 september | Sydney | Australië | 20-33 | Slovenië  |      |
| 22 september | Sydney | Spanje    | 31-28 | Slovenië  |      |
| 24 september | Sydney | Slovenië  | 22-20 | Tunesië   |      |
| Kwartfinale  |        |           |       |           |      |
| 26 september | Sydney | Rusland   | 33-22 | Slovenië  |      |
| 5-8e plek    |        |           |       |           |      |
| 29 september | Sydney | Slovenië  | 22-29 | Frankrijk |      |
| 7-8ste plek  |        |           |       |           |      |
| 30 september | Sydney | Slovenië  | 28-34 | Egypte    |      |

### Kanovaren
| Olympiër      | Discipline | Resultaat | Prestatie |
| Slalom        | Slalom     | Slalom    | Slalom |
| ------------- | ---------- | --------- | --- |
| Simon Hočevar | C-1 (m)    | 7e        | kwalificatie: 9de run 1: 11de in 136,64 run 2: 9de in 137,61 totaal: 274,25 finale: 7de run 1: 6de in 119,78 run 2: 7de in 120,86 totaal: 240,64     |
| Dejan Kralj   | K-1 (m)    | 10e       | kwalificatie: 10de run 1: 13de in 130,24 run 2: 9de in 128,05 totaal: 258,29 finale: 10de run 1: 12de in 116,60 run 2: 2de in 111,48 totaal: 228,08  |
| Fedja Marušić | K-1 (m)    | 15e       | kwalificatie: 9de run 1: 10de in 128,81 run 2: 10de in 129,29 totaal: 258,10 finale: 15de run 1: 8ste in 114,62 run 2: 15de in 167,37 totaal: 281,99 |
|               |            |           | |
| Nada Mali     | K-1 (v)    | 17e       | kwalificatie: 17de run 1: 16de in 163,26 run 2: 18de in 162,19 totaal: 325,45                                                                        |

### Roeien
| Olympiër                                             | Discipline      | Resultaat | Prestatie |
| ---------------------------------------------------- | --------------- | --------- | --- |
| Iztok Čop Luka Špik                                  | dubbel-twee (m) | Goud      | serie 2: 1ste in 6.24,92 halve finale 1: 1ste in 6.16,41 finale: 1ste in 6.16,63                             |
| Miha Pirih Gregor Sračnjek                           | twee-zonder (m) | 11e       | serie 3: 4de in 6.55,82 herkansingen: 3de in 6.50,49 halve finale 2: 5de in 6.49,79 finale B: 5de in 6.40,23 |
| Milan Janša Jani Klemenčič Rok Kolander Matej Prelog | vier-zonder (m) | 4e        | serie 1: 3de in 6.07,09 halve finale 1: 2de in 6.04,07 finale: 4de in 5.58,34                                |

### Schietsport
| Olympiër         | Discipline                 | Resultaat | Prestatie                                                                       |
| ---------------- | -------------------------- | --------- | ------------------------------------------------------------------------------- |
| Rajmond Debevec  | 10m luchtgeweer (m)        | 9e        | kwalificatie: 9de met 591 punten (97-99-99-98-100-98)                           |
| Rajmond Debevec  | 50m geweer 3 houdingen (m) | Goud      | kwalificatie: 1ste met 1177 punten (397-392-388) finale: 1ste met 1275,1 punten |
| Rajmond Debevec  | 50m geweer liggend (m)     | 19e       | kwalificatie: 19de met 593 punten (100-99-98-100-98-98)                         |
| Andraž Lipolt    | trap (m)                   | 32e       | kwalificatie: 32ste met 106 punten (23-20-20-21-22)                             |
|                  |                            |           |                                                                                 |
| Natalija Prednik | 10m luchtgeweer (v)        | 20e       | kwalificatie: 20ste met 391 punten (96-98-98-99)                                |

### Taekwondo
| Olympiër    | Discipline | Resultaat | Prestatie                                         |
| ----------- | ---------- | --------- | ------------------------------------------------- |
| Marcel More | -80kg (m)  | 9e        | voorronde: vrij 1ste ronde: V van SWE Livaja: 2-4 |

### Tennis
| Olympiër                       | Discipline     | Resultaat | Prestatie                                              |
| ------------------------------ | -------------- | --------- | ------------------------------------------------------ |
| Tina Pisnik                    | enkelspel (v)  | 33e       | 1ste ronde: V van THA Tanasugarn: 4-6, 3-6             |
| Katarina Srebotnik             | enkelspel (v)  | 33e       | 1ste ronde: V van SVK Habšudová: 3-6, 6-7(7)           |
| Tina Križan Katarina Srebotnik | dubbelspel (v) | 17e       | 1ste ronde: V van RUS Likhovtseva/Myskina: 6-7(4), 3-6 |

### Wielersport
| Olympiër        | Discipline   | Resultaat    | Prestatie      |
| Mountainbike    | Mountainbike | Mountainbike | Mountainbike   |
| --------------- | ------------ | ------------ | -------------- |
| Rok Drašler     | mannen       | DNF          | niet gefinisht |
| Primož Štrancar | mannen       | 37e          | op 1 ronde     |
| Weg             |              |              |                |
| Martin Hvastija | tijdrit (m)  | 22e          | 1:01.08,83     |
| Andrej Hauptman | tijdrit (m)  | 26e          | 5:30.46        |
| Martin Hvastija | tijdrit (m)  | DNF          | niet gefinisht |
| Uroš Murn       | tijdrit (m)  | 32e          | 5:30.46        |
| Tadej Valjavec  | tijdrit (m)  | DNF          | niet gefinisht |

### Zeilen
| Olympiër                | Discipline | Resultaat | Prestatie                                     |
| ----------------------- | ---------- | --------- | --------------------------------------------- |
| Tomaž Čopi Mitja Margon | 470 (m)    | 9e        | 78 punten: (23-13-3-4-12-13-25-5-15-9-4)      |
|                         |            |           |                                               |
| Klara Maučec Janja Orel | 470 (v)    | 17e       | 117 punten: (15-19-12-19-16-2-15-11-14-15-17) |
|                         |            |           |                                               |
| Vasilij Žbogar          | 470 (v)    | 19e       | 142 punten: (7-6-30-19-DNF-33-12-16-31-16-5)  |

### Zwemmen
| Olympiër         | Discipline           | Resultaat | Prestatie                                                    |
| ---------------- | -------------------- | --------- | ------------------------------------------------------------ |
| Peter Mankoč     | 50m vrije slag (m)   | 25e       | serie 6: 3de in 23,02                                        |
| Peter Mankoč     | 100m vrije slag (m)  | 21e       | serie 6: 1ste in 50,28                                       |
| Jure Bučar       | 400m vrije slag (m)  | 35e       | serie 3: 7de in 4.00,19                                      |
| Blaž Medvešek    | 100m rugslag (m)     | 32e       | serie 3: 1ste in 57,26                                       |
| Blaž Medvešek    | 200m rugslag (m)     | 23e       | serie 3: 3de in 2.01,67                                      |
| Peter Mankoč     | 100m vlinderslag (m) | 23e       | serie 6: 8ste in 54,15                                       |
| Peter Mankoč     | 200m wisselslag (m)  | 18e       | serie 6: 7de in 2.03,45                                      |
| Marko Milenkovič | 400m wisselslag (m)  | 30e       | serie 3: 6de in 4.26,62                                      |
|                  |                      |           |                                                              |
| Nataša Kejžar    | 100m schoolslag (v)  | 16e       | serie 5: 5de in 1.10,44 (NR) halve finale 2: 8ste in 1.10,66 |
| Alenka Kejžar    | 100m schoolslag (v)  | 19e       | serie 2: 2de in 2.18,33 (NR)                                 |

Albanië · Algerije · Amerikaanse Maagdeneilanden · Amerikaans-Samoa · Andorra · Angola · Antigua en Barbuda · Argentinië · Armenië · Aruba · Australië · Azerbeidzjan · Bahama's · Bahrein · Bangladesh · Barbados · België · Belize · Benin · Bermuda · Bhutan · Bolivia · Bosnië en Herzegovina · Botswana · Brazilië · Britse Maagdeneilanden · Brunei · Bulgarije · Burkina Faso · Burundi · Cambodja · Canada · Centraal-Afrikaanse Republiek · Chili · China · Chinees Taipei · Colombia · Comoren · Congo-Brazzaville · Congo-Kinshasa · Cookeilanden · Costa Rica · Cuba · Cyprus · Denemarken · Djibouti · Dominica · Dominicaanse Republiek · Duitsland · Ecuador · Egypte · El Salvador · Equatoriaal-Guinea · Eritrea · Estland · Ethiopië · Fiji · Filipijnen · Finland · Frankrijk · Gabon · Gambia · Georgië · Ghana · Grenada · Griekenland · Groot-Brittannië · Guam · Guatemala · Guinee · Guinee‑Bissau · Guyana · Haïti · Honduras · Hongarije · Hongkong · Ierland · IJsland · India · Indonesië · Irak · Iran · Israël · Italië · Ivoorkust · Jamaica · Japan · Jemen · Joegoslavië · Jordanië · Kaaimaneilanden · Kaapverdië · Kameroen · Kazachstan · Kenia · Kirgizië · Koeweit · Kroatië · Laos · Lesotho · Letland · Libanon · Liberia · Libië · Liechtenstein · Litouwen · Luxemburg · Macedonië · Madagaskar · Malawi · Malediven · Maleisië · Mali · Malta · Marokko · Mauritanië · Mauritius · Mexico · Micronesië · Moldavië · Monaco · Mongolië · Mozambique · Myanmar · Namibië · Nauru · Nederland · Nederlandse Antillen · Nepal · Nicaragua · Nieuw-Zeeland · Niger · Nigeria · Noord-Korea · Noorwegen · Oeganda · Oekraïne · Oezbekistan · Oman · Oostenrijk · Pakistan · Palau · Palestina · Panama · Papoea-Nieuw-Guinea · Paraguay · Peru · Polen · Portugal · Puerto Rico · Qatar · Roemenië · Rusland · Rwanda · Saint Kitts en Nevis · Saint Lucia · Saint Vincent en Grenadines · Salomonseilanden · Samoa · San Marino ·  Sao Tomé en Principe · Saoedi-Arabië · Senegal · Seychellen · Sierra Leone · Singapore · Slovenië · Slowakije · Soedan · Somalië · Spanje · Sri Lanka · Suriname · Swaziland · Syrië · Tadzjikistan · Tanzania · Thailand · Togo · Tonga · Trinidad en Tobago · Tsjaad · Tsjechië · Tunesië · Turkije · Turkmenistan · Uruguay · Vanuatu · Venezuela · Verenigde Arabische Emiraten · Verenigde Staten · Vietnam · Wit-Rusland · Zambia · Zimbabwe · Zuid-Afrika · Zuid-Korea · Zweden · Zwitserland · Individuele olympische atleten